# Collegio elettorale di Verona Collina
Il collegio di Verona Collina fu un collegio elettorale uninominale della Repubblica Italiana appartenente alla circoscrizione Veneto; fu utilizzato per eleggere un senatore della Repubblica dalla I alla XI legislatura.

## Storia
Il collegio venne creato nel 1948 secondo la legge n. 29 del 6 febbraio 1948 la quale, pur basandosi sull'impianto proporzionale in vigore per la Camera, rispetto a quest'ultima conteneva alcuni piccoli correttivi in senso maggioritario. Tale legge ebbe il suo definitivo perfezionamento col Testo Unico n. 361 del 1957. Differentemente dalla Camera, la legge elettorale del Senato si articolava su base regionale, seguendo il dettato costituzionale (art.57). Ogni Regione era suddivisa in tanti collegi uninominali quanti erano i seggi ad essa assegnati. All'interno di ciascun collegio, veniva eletto il candidato che avesse raggiunto il quorum del 65% delle preferenze: tale soglia, oggettivamente di difficilissimo conseguimento, tradiva l'impianto proporzionale su cui era concepito anche il sistema elettorale della Camera Alta. Qualora, come normalmente avveniva, nessun candidato avesse conseguito l'elezione, i voti di tutti i candidati venivano raggruppati in liste di partito a livello regionale, dove i seggi venivano allocati utilizzando il metodo D'Hondt delle maggiori medie statistiche e quindi, all'interno di ciascuna lista, venivano dichiarati eletti i candidati con le migliori percentuali di preferenza.
Il collegio di Verona Collina venne abrogato nel 1993, con la cosiddetta Legge Mattarella (Legge n. 276, Norme per l'elezione del Senato della Repubblica), attuata in seguito al referendum abrogativo del 1993. Con la legge Mattarella venne istituito per la Camera dei deputati e per il Senato della Repubblica un sistema di elezione misto, in parte maggioritario e in parte proporzionale. Il 75% dei parlamentari dell'assemblea veniva eletto in collegi uninominali tramite sistema maggioritario a turno unico; il restante 25% al Senato veniva eletto tramite recupero proporzionale dei più votati non eletti attraverso un meccanismo di calcolo denominato "scorporo", cioè sottraendo dal conteggio dei voti totali di una lista nella parte proporzionale i voti ottenuti dai candidati collegati alla medesima lista che erano eletti nei collegi uninominali con il sistema maggioritario.

### Territorio
Il collegio di Verona Collina era uno dei 19 collegi uninominali in cui era suddiviso il Veneto; era interamente compreso nella provincia di Verona e comprendeva i seguenti comuni: Affi, Arcole, Badia Calavena, Bardolino, Belfiore, Bosco Chiesanuova, Brentino Belluno, Brenzone, Caldiero, Caprino Veronese, Castelnuovo del Garda, Cavaion Veronese, Cazzano di Tramigna, Colognola ai Colli, Costermano, Dolcè, Erbezzo, Ferrara di Monte Baldo, Fumane, Garda, Grezzana, Illasi, Lavagno, Lazise, Malcesine, Mezzane di Sotto, Montecchia di Crosara, Monteforte d'Alpone, Pastrengo, Peschiera del Garda, Povegliano Veronese, Rivoli Veronese, Roncà, Roveré Veronese, San Bonifacio, San Giovanni Ilarione, San Martino Buon Albergo, San Mauro di Saline, San Zeno di Montagna, Sant'Ambrogio di Valpolicella, Sant'Anna d'Alfaedo, Selva di Progno, Soave, Sommacampagna, Sona, Torri del Benaco, Tregnago, Valeggio sul Mincio, Velo Veronese, Vestenanova e Villafranca di Verona.

## Dati elettorali

### I legislatura
|                               | Ugo Guarienti ✔️ Eletto | Democrazia Cristiana        | 76 859  | 72,98 |  |  |  |  |  |
|                               | Paolo Zuliani           | Fronte Democratico Popolare | 16 004  | 15,20 |  |  |  |  |  |
|                               | Giulio Ottolenghi       | Unità Socialista            | 9 208   | 8,74  |  |  |  |  |  |
|                               | Rizzardo Rizzardi       | Blocco Nazionale            | 3 241   | 3,08  |  |  |  |  |  |
| Totale                        | Totale                  | Totale                      | 105 312 | 100   |  |  |  |  |  |
|                               |                         |                             |         |       |  |  |  |  |  |
| Voti non validi               | Voti non validi         | Voti non validi             | 4 623   | 4,21  |  |  |  |  |  |
| Votanti                       | Votanti                 | Votanti                     | 109 935 | 93,90 |  |  |  |  |  |
| Elettori                      | Elettori                | Elettori                    | 117 072 |       |  |  |  |  |  |
|                               |                         |                             |         |       |  |  |  |  |  |
| Data: 18 aprile 1948          |                         |                             |         |       |  |  |  |  |  |
| Fonte: Ministero dell'interno |                         |                             |         |       |  |  |  |  |  |

### II legislatura
|                                                                                | Giuseppe Trabucchi ✔️ Eletto | Democrazia Cristiana                    | 68 795  | 63,09 |  |  |  |  |  |
|                                                                                | Adello Ferrara               | Partito Socialista Italiano             | 14 863  | 13,63 |  |  |  |  |  |
|                                                                                | Ferruccio Franchini          | Partito Comunista Italiano              | 8 200   | 7,52  |  |  |  |  |  |
|                                                                                | Giulio Ottolenghi            | Partito Socialista Democratico Italiano | 5 469   | 5,02  |  |  |  |  |  |
|                                                                                | Francesco Poggi              | Partito Liberale Italiano               | 3 647   | 3,34  |  |  |  |  |  |
|                                                                                | Guglielmo Bompiani           | Partito Nazionale Monarchico            | 3 435   | 3,15  |  |  |  |  |  |
|                                                                                | Luigi Betteri                | Movimento Sociale Italiano              | 3 018   | 2,77  |  |  |  |  |  |
|                                                                                | Silvio Arabbi                | Alleanza Democratica Nazionale          | 850     | 0,78  |  |  |  |  |  |
|                                                                                | Silvano Zago                 | Unità Popolare                          | 430     | 0,39  |  |  |  |  |  |
|                                                                                | Marcellino Tommasi           | Partito Repubblicano Italiano           | 340     | 0,31  |  |  |  |  |  |
| Totale                                                                         | Totale                       | Totale                                  | 109 047 | 100   |  |  |  |  |  |
|                                                                                |                              |                                         |         |       |  |  |  |  |  |
| Voti non validi                                                                | Voti non validi              | Voti non validi                         | 5 351   | 4,68  |  |  |  |  |  |
| Votanti                                                                        | Votanti                      | Votanti                                 | 114 398 | 94,00 |  |  |  |  |  |
| Elettori                                                                       | Elettori                     | Elettori                                | 121 697 |       |  |  |  |  |  |
|                                                                                |                              |                                         |         |       |  |  |  |  |  |
| Nota: quorum del 65% non raggiunto; ripartizione dei seggi a livello regionale |                              |                                         |         |       |  |  |  |  |  |
| Data: 7 giugno 1953                                                            |                              |                                         |         |       |  |  |  |  |  |
| Fonte: Ministero dell'interno                                                  |                              |                                         |         |       |  |  |  |  |  |

### III legislatura
|                               | Giuseppe Trabucchi ✔️ Eletto | Democrazia Cristiana                    | 74 028  | 66,35 |  |  |  |  |  |
|                               | Vinicio Toffoli              | Partito Socialista Italiano             | 16 890  | 15,14 |  |  |  |  |  |
|                               | Brillo Bertolaso             | Partito Comunista Italiano              | 7 429   | 6,66  |  |  |  |  |  |
|                               | Augusto Siliotti             | Partito Socialista Democratico Italiano | 5 988   | 5,37  |  |  |  |  |  |
|                               | Emo Bressan                  | PNM - MSI                               | 3 174   | 2,84  |  |  |  |  |  |
|                               | Umberto Peretti Colò         | Partito Liberale Italiano               | 2 745   | 2,46  |  |  |  |  |  |
|                               | Aquino Mascio                | PRI - PR                                | 807     | 0,72  |  |  |  |  |  |
|                               | Marcellino Tommasi           | Partito Monarchico Popolare             | 504     | 0,45  |  |  |  |  |  |
| Totale                        | Totale                       | Totale                                  | 111 565 | 100   |  |  |  |  |  |
|                               |                              |                                         |         |       |  |  |  |  |  |
| Voti non validi               | Voti non validi              | Voti non validi                         | 5 559   | 4,75  |  |  |  |  |  |
| Votanti                       | Votanti                      | Votanti                                 | 117 124 | 94,46 |  |  |  |  |  |
| Elettori                      | Elettori                     | Elettori                                | 123 999 |       |  |  |  |  |  |
|                               |                              |                                         |         |       |  |  |  |  |  |
| Data: 25 maggio 1958          |                              |                                         |         |       |  |  |  |  |  |
| Fonte: Ministero dell'interno |                              |                                         |         |       |  |  |  |  |  |

### IV legislatura
|                                                                                | Giuseppe Trabucchi ✔️ Eletto | Democrazia Cristiana                    | 70 856  | 62,95 |  |  |  |  |  |
|                                                                                | G. Mazzi                     | Partito Socialista Italiano             | 16 714  | 14,85 |  |  |  |  |  |
|                                                                                | A. Giuriatti                 | Partito Comunista Italiano              | 9 330   | 8,29  |  |  |  |  |  |
|                                                                                | P. Tomei                     | Partito Socialista Democratico Italiano | 6 446   | 5,73  |  |  |  |  |  |
|                                                                                | F. Maschio                   | Partito Liberale Italiano               | 4 348   | 3,86  |  |  |  |  |  |
|                                                                                | G. Uberti                    | Indipendente di destra                  | 2 476   | 2,20  |  |  |  |  |  |
|                                                                                | C. Filippozzi                | MSI - PDIUM                             | 2 395   | 2,13  |  |  |  |  |  |
| Totale                                                                         | Totale                       | Totale                                  | 112 565 | 100   |  |  |  |  |  |
|                                                                                |                              |                                         |         |       |  |  |  |  |  |
| Voti non validi                                                                | Voti non validi              | Voti non validi                         | 5 405   | 4,58  |  |  |  |  |  |
| Votanti                                                                        | Votanti                      | Votanti                                 | 117 970 | 95,18 |  |  |  |  |  |
| Elettori                                                                       | Elettori                     | Elettori                                | 123 948 |       |  |  |  |  |  |
|                                                                                |                              |                                         |         |       |  |  |  |  |  |
| Nota: quorum del 65% non raggiunto; ripartizione dei seggi a livello regionale |                              |                                         |         |       |  |  |  |  |  |
| Data: 28 aprile 1963                                                           |                              |                                         |         |       |  |  |  |  |  |
| Fonte: Ministero dell'interno                                                  |                              |                                         |         |       |  |  |  |  |  |

### V legislatura
|                                                                                | Giuseppe Trabucchi ✔️ Eletto | Democrazia Cristiana      | 71 566  | 61,37 |  |  |  |  |  |
|                                                                                | P. Tomei                     | PSI-PSDI Unificati        | 21 328  | 18,29 |  |  |  |  |  |
|                                                                                | Cesare Margotto              | PCI - PSIUP               | 15 414  | 13,22 |  |  |  |  |  |
|                                                                                | A. Zambon                    | Partito Liberale Italiano | 5 657   | 4,85  |  |  |  |  |  |
|                                                                                | Luigi Grancelli              | MSI - PDIUM               | 2 651   | 2,27  |  |  |  |  |  |
| Totale                                                                         | Totale                       | Totale                    | 116 616 | 100   |  |  |  |  |  |
|                                                                                |                              |                           |         |       |  |  |  |  |  |
| Voti non validi                                                                | Voti non validi              | Voti non validi           | 7 013   | 5,67  |  |  |  |  |  |
| Votanti                                                                        | Votanti                      | Votanti                   | 123 629 | 96,77 |  |  |  |  |  |
| Elettori                                                                       | Elettori                     | Elettori                  | 127 759 |       |  |  |  |  |  |
|                                                                                |                              |                           |         |       |  |  |  |  |  |
| Nota: quorum del 65% non raggiunto; ripartizione dei seggi a livello regionale |                              |                           |         |       |  |  |  |  |  |
| Data: 19 maggio 1968                                                           |                              |                           |         |       |  |  |  |  |  |
| Fonte: Ministero dell'interno                                                  |                              |                           |         |       |  |  |  |  |  |

### VI legislatura
|                                                                                | Guido Gonella ✔️ Eletto | Democrazia Cristiana                    | 77 958  | 62,61 |  |  |  |  |  |
|                                                                                | Mario Adriano Lavagnoli | PCI - PSIUP                             | 14 606  | 11,73 |  |  |  |  |  |
|                                                                                | A. Rizzini              | Partito Socialista Italiano             | 13 786  | 11,07 |  |  |  |  |  |
|                                                                                | P. Tomei                | Partito Socialista Democratico Italiano | 8 796   | 7,06  |  |  |  |  |  |
|                                                                                | F. Zamboni              | Movimento Sociale Italiano              | 4 502   | 3,62  |  |  |  |  |  |
|                                                                                | Franco Chierego         | Partito Liberale Italiano               | 3 615   | 2,90  |  |  |  |  |  |
|                                                                                | G. Arnaldi              | Partito Repubblicano Italiano           | 1 249   | 1,00  |  |  |  |  |  |
| Totale                                                                         | Totale                  | Totale                                  | 124 512 | 100   |  |  |  |  |  |
|                                                                                |                         |                                         |         |       |  |  |  |  |  |
| Voti non validi                                                                | Voti non validi         | Voti non validi                         | 5 463   | 4,20  |  |  |  |  |  |
| Votanti                                                                        | Votanti                 | Votanti                                 | 129 975 | 97,10 |  |  |  |  |  |
| Elettori                                                                       | Elettori                | Elettori                                | 133 857 |       |  |  |  |  |  |
|                                                                                |                         |                                         |         |       |  |  |  |  |  |
| Nota: quorum del 65% non raggiunto; ripartizione dei seggi a livello regionale |                         |                                         |         |       |  |  |  |  |  |
| Data: 7 maggio 1972                                                            |                         |                                         |         |       |  |  |  |  |  |
| Fonte: Ministero dell'interno                                                  |                         |                                         |         |       |  |  |  |  |  |

### VII legislatura
|                                                                                | Guido Gonella ✔️ Eletto       | Democrazia Cristiana                    | 82 949  | 62,28 |  |  |  |  |  |
|                                                                                | Mario Adriano Lavagnoli       | Partito Comunista Italiano              | 21 111  | 15,85 |  |  |  |  |  |
|                                                                                | Alberto Angelo Pistorelli     | Partito Socialista Italiano             | 14 794  | 11,11 |  |  |  |  |  |
|                                                                                | Evaristo Magagnotti           | Partito Socialista Democratico Italiano | 5 616   | 4,22  |  |  |  |  |  |
|                                                                                | Alvise Maria Giacomo Zanolini | Movimento Sociale Italiano              | 3 833   | 2,88  |  |  |  |  |  |
|                                                                                | Giuseppe Bigarello            | Partito Repubblicano Italiano           | 2 534   | 1,90  |  |  |  |  |  |
|                                                                                | Mario Azzini                  | Partito Liberale Italiano               | 1 665   | 1,25  |  |  |  |  |  |
|                                                                                | Carolina Maria Agosti Nocera  | Partito Radicale                        | 683     | 0,51  |  |  |  |  |  |
| Totale                                                                         | Totale                        | Totale                                  | 133 185 | 100   |  |  |  |  |  |
|                                                                                |                               |                                         |         |       |  |  |  |  |  |
| Voti non validi                                                                | Voti non validi               | Voti non validi                         | 5 086   | 3,68  |  |  |  |  |  |
| Votanti                                                                        | Votanti                       | Votanti                                 | 138 271 | 97,22 |  |  |  |  |  |
| Elettori                                                                       | Elettori                      | Elettori                                | 142 227 |       |  |  |  |  |  |
|                                                                                |                               |                                         |         |       |  |  |  |  |  |
| Nota: quorum del 65% non raggiunto; ripartizione dei seggi a livello regionale |                               |                                         |         |       |  |  |  |  |  |
| Data: 20 giugno 1976                                                           |                               |                                         |         |       |  |  |  |  |  |
| Fonte: Ministero dell'interno                                                  |                               |                                         |         |       |  |  |  |  |  |

### VIII legislatura
|                                                                                | Guido Gonella ✔️ Eletto    | Democrazia Cristiana                         | 83 130  | 61,27 |  |  |  |  |  |
|                                                                                | S. A. Bertolaso Castellani | Partito Comunista Italiano                   | 21 166  | 15,60 |  |  |  |  |  |
|                                                                                | F. Furioli                 | Partito Socialista Italiano                  | 14 668  | 10,81 |  |  |  |  |  |
|                                                                                | G. Redomi                  | Partito Socialista Democratico Italiano      | 5 578   | 4,11  |  |  |  |  |  |
|                                                                                | L. Nigri                   | Movimento Sociale Italiano                   | 3 515   | 2,59  |  |  |  |  |  |
|                                                                                | Franco Chierego            | Partito Liberale Italiano                    | 2 506   | 1,85  |  |  |  |  |  |
|                                                                                | S. Galbusera               | Partito Repubblicano Italiano                | 2 485   | 1,83  |  |  |  |  |  |
|                                                                                | G. Bertani                 | Partito Radicale-Nuova Sinistra Unita        | 2 045   | 1,51  |  |  |  |  |  |
|                                                                                | F. Zamboni                 | Costituente di Destra - Democrazia Nazionale | 585     | 0,43  |  |  |  |  |  |
| Totale                                                                         | Totale                     | Totale                                       | 135 678 | 100   |  |  |  |  |  |
|                                                                                |                            |                                              |         |       |  |  |  |  |  |
| Voti non validi                                                                | Voti non validi            | Voti non validi                              | 6 746   | 4,74  |  |  |  |  |  |
| Votanti                                                                        | Votanti                    | Votanti                                      | 142 424 | 95,61 |  |  |  |  |  |
| Elettori                                                                       | Elettori                   | Elettori                                     | 148 962 |       |  |  |  |  |  |
|                                                                                |                            |                                              |         |       |  |  |  |  |  |
| Nota: quorum del 65% non raggiunto; ripartizione dei seggi a livello regionale |                            |                                              |         |       |  |  |  |  |  |
| Data: 3 giugno 1979                                                            |                            |                                              |         |       |  |  |  |  |  |
| Fonte: Ministero dell'interno                                                  |                            |                                              |         |       |  |  |  |  |  |

### IX legislatura
|                                                                                | Angelo Tomelleri ✔️ Eletto             | Democrazia Cristiana                    | 74 026  | 53,85 |  |  |  |  |  |
|                                                                                | Cesare Margotto                        | Partito Comunista Italiano              | 19 138  | 13,92 |  |  |  |  |  |
|                                                                                | Bruno Castelletti                      | Partito Socialista Italiano             | 15 854  | 11,53 |  |  |  |  |  |
|                                                                                | Giuseppe Righetti                      | Movimento Sociale Italiano              | 5 102   | 3,71  |  |  |  |  |  |
|                                                                                | Renzo Roberto Cabrini                  | Liga Veneta                             | 4 696   | 3,42  |  |  |  |  |  |
|                                                                                | Paolo Bonamini                         | Partito Repubblicano Italiano           | 4 641   | 3,38  |  |  |  |  |  |
|                                                                                | Antonio Zenati                         | Partito Socialista Democratico Italiano | 4 160   | 3,03  |  |  |  |  |  |
|                                                                                | Franco Giorgio Giuseppe Mario Chierego | Partito Liberale Italiano               | 3 511   | 2,55  |  |  |  |  |  |
|                                                                                | Anton Giulio Fontanive Mazzaron        | Partito Nazionale Pensionati            | 2 773   | 2,02  |  |  |  |  |  |
|                                                                                | Giuliana Danieli Sandroni              | Partito Radicale                        | 1 837   | 1,34  |  |  |  |  |  |
|                                                                                | Luciano Lorenzo Fiorio                 | Democrazia Proletaria                   | 1 723   | 1,25  |  |  |  |  |  |
| Totale                                                                         | Totale                                 | Totale                                  | 137 461 | 100   |  |  |  |  |  |
|                                                                                |                                        |                                         |         |       |  |  |  |  |  |
| Voti non validi                                                                | Voti non validi                        | Voti non validi                         | 8 651   | 5,92  |  |  |  |  |  |
| Votanti                                                                        | Votanti                                | Votanti                                 | 146 112 | 93,47 |  |  |  |  |  |
| Elettori                                                                       | Elettori                               | Elettori                                | 156 323 |       |  |  |  |  |  |
|                                                                                |                                        |                                         |         |       |  |  |  |  |  |
| Nota: quorum del 65% non raggiunto; ripartizione dei seggi a livello regionale |                                        |                                         |         |       |  |  |  |  |  |
| Data: 26 giugno 1983                                                           |                                        |                                         |         |       |  |  |  |  |  |
| Fonte: Ministero dell'interno                                                  |                                        |                                         |         |       |  |  |  |  |  |

### X legislatura
|                                                                                | Giovanni Angelo Fontana ✔️ Eletto | Democrazia Cristiana                    | 80 447  | 54,67 |  |  |  |  |  |
|                                                                                | F. Furioli                        | Partito Socialista Italiano             | 20 859  | 14,18 |  |  |  |  |  |
|                                                                                | E. Banterie                       | Partito Comunista Italiano              | 18 444  | 12,54 |  |  |  |  |  |
|                                                                                | Giuseppe Righetti                 | Movimento Sociale Italiano              | 5 486   | 3,73  |  |  |  |  |  |
|                                                                                | A. Turri                          | Liga Veneta - Pensionati Uniti          | 4 808   | 3,27  |  |  |  |  |  |
|                                                                                | G. C. Fincato                     | Lista Verde                             | 3 306   | 2,25  |  |  |  |  |  |
|                                                                                | Luigino Sonato                    | Partito Repubblicano Italiano           | 3 143   | 2,14  |  |  |  |  |  |
|                                                                                | R. Adami                          | Partito Socialista Democratico Italiano | 2 987   | 2,03  |  |  |  |  |  |
|                                                                                | Giuliana Danieli                  | Partito Radicale                        | 2 794   | 1,90  |  |  |  |  |  |
|                                                                                | Franco Chierego                   | Partito Liberale Italiano               | 2 573   | 1,75  |  |  |  |  |  |
|                                                                                | A. Tudino                         | Democrazia Proletaria                   | 2 031   | 1,38  |  |  |  |  |  |
|                                                                                | A. Facchini Santoro               | Alleanza Popolare Pensionati            | 259     | 0,18  |  |  |  |  |  |
| Totale                                                                         | Totale                            | Totale                                  | 147 137 | 100   |  |  |  |  |  |
|                                                                                |                                   |                                         |         |       |  |  |  |  |  |
| Voti non validi                                                                | Voti non validi                   | Voti non validi                         | 7 759   | 5,01  |  |  |  |  |  |
| Votanti                                                                        | Votanti                           | Votanti                                 | 154 896 | 94,04 |  |  |  |  |  |
| Elettori                                                                       | Elettori                          | Elettori                                | 164 707 |       |  |  |  |  |  |
|                                                                                |                                   |                                         |         |       |  |  |  |  |  |
| Nota: quorum del 65% non raggiunto; ripartizione dei seggi a livello regionale |                                   |                                         |         |       |  |  |  |  |  |
| Data: 14 giugno 1987                                                           |                                   |                                         |         |       |  |  |  |  |  |
| Fonte: Ministero dell'interno                                                  |                                   |                                         |         |       |  |  |  |  |  |

### XI legislatura
|                                                                                | Giovanni Angelo Fontana ✔️ Eletto | Democrazia Cristiana                    | 62 043  | 39,24 |  |  |  |  |  |
|                                                                                | Franco Rocchetta                  | Lega Lombarda                           | 32 013  | 20,25 |  |  |  |  |  |
|                                                                                | Bruno Castelletti                 | Partito Socialista Italiano             | 16 973  | 10,74 |  |  |  |  |  |
|                                                                                | Gian Gaetano Poli                 | Partito Democratico della Sinistra      | 9 223   | 5,83  |  |  |  |  |  |
|                                                                                | Mario Rigo                        | Lega Autonomia Veneta                   | 8 019   | 5,07  |  |  |  |  |  |
|                                                                                | Michele Bedeschi                  | Movimento Sociale Italiano              | 5 554   | 3,51  |  |  |  |  |  |
|                                                                                | Luigino Sonato                    | Partito Repubblicano Italiano           | 4 168   | 2,64  |  |  |  |  |  |
|                                                                                | Arnaldo Paganella                 | Partito della Rifondazione Comunista    | 3 982   | 2,52  |  |  |  |  |  |
|                                                                                | Andrea Zanuso                     | Federazione dei Verdi                   | 3 682   | 2,33  |  |  |  |  |  |
|                                                                                | Corrado Buscemi                   | Partito Liberale Italiano               | 2 716   | 1,72  |  |  |  |  |  |
|                                                                                | Oliviero Fiorini                  | Movimento Veneto Regione Autonoma       | 2 336   | 1,48  |  |  |  |  |  |
|                                                                                | Alberto Passi                     | Sì Referendum                           | 1 300   | 0,82  |  |  |  |  |  |
|                                                                                | Giancarlo Lui                     | Partito Socialista Democratico Italiano | 1 294   | 0,82  |  |  |  |  |  |
|                                                                                | Renato Pinaroli                   | Caccia Pesca Ambiente                   | 1 211   | 0,77  |  |  |  |  |  |
|                                                                                | Achille Turri                     | Union Veneto                            | 1 169   | 0,74  |  |  |  |  |  |
|                                                                                | Graziela Spallina                 | Partito Pensionati                      | 1 122   | 0,71  |  |  |  |  |  |
|                                                                                | Luciano Girotto                   | Verdi Federalisti                       | 1 062   | 0,67  |  |  |  |  |  |
|                                                                                | Giannina Conti                    | Federalismo - Pensionati Uomini Vivi    | 225     | 0,14  |  |  |  |  |  |
| Totale                                                                         | Totale                            | Totale                                  | 158 092 | 100   |  |  |  |  |  |
|                                                                                |                                   |                                         |         |       |  |  |  |  |  |
| Voti non validi                                                                | Voti non validi                   | Voti non validi                         | 7 463   | 4,51  |  |  |  |  |  |
| Votanti                                                                        | Votanti                           | Votanti                                 | 165 555 | 93,29 |  |  |  |  |  |
| Elettori                                                                       | Elettori                          | Elettori                                | 177 471 |       |  |  |  |  |  |
|                                                                                |                                   |                                         |         |       |  |  |  |  |  |
| Nota: quorum del 65% non raggiunto; ripartizione dei seggi a livello regionale |                                   |                                         |         |       |  |  |  |  |  |
| Data: 5 aprile 1992                                                            |                                   |                                         |         |       |  |  |  |  |  |
| Fonte: Ministero dell'interno                                                  |                                   |                                         |         |       |  |  |  |  |  |